# マンチェスター学派
マンチェスター学派（まんちぇすたーがくは、Manchester School、Manchester Capitalism、Manchester Liberalism、Manchesterismとも）は19世紀のイギリス・マンチェスターに端を発する政治、経済、社会運動の総称。

## 概要

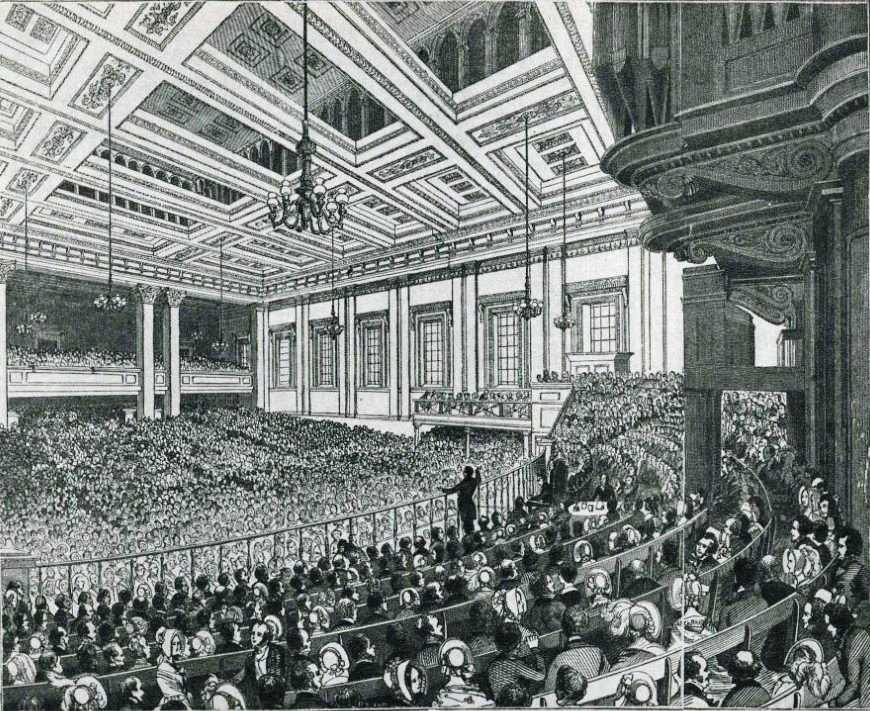
1846年に行われた反穀物法同盟の集会

19世紀当時のマンチェスターは産業革命を経て世界有数の織物工業の中心地であったことから、工場労働者が増加の一途を辿っていた。
穀物の高値維持を目的とした穀物法は地主階級の厚い支持を受けていたが、穀物法を実施するということは、イングランド北部の織物工場で働く労働者が食費高騰に直面することを意味した。従って、資本家は労働者に対し高賃金を支払わなければならず、またこれが製品価格にも反映し物価高を招来するため、物価と賃金とを巡る悪循環を断ち切る必要があった。
こうした中、マンチェスターでは1839年に反穀物法同盟が結成、貧困層に対する物価抑制と工業製品の国際競争力強化を打ち出した、穀物法撤廃のキャンペーンが展開される。マンチェスター学派とはこうした運動の中から生まれ、16世紀から18世紀にかけてヨーロッパで支配的であった重商主義に戦いを挑むこととなる。
重商主義は国家の繁栄が輸出増大と輸入制限（つまり貿易黒字の増加）とにより齎されるとの考えに基づくものだが、19世紀初頭のイギリスではかかる風潮下未だ輸入割当制度が敷かれていたほか、経済過程へ国家が介入（例えば産業の保護・育成など）していたことにより、品不足（特に穀物）が慢性化した。
マンチェスター学派は自由貿易が実現した暁には公正な社会が到来し、必要な製品は皆手に入るとしており、理論上はデイヴィッド・ヒュームやアダム・スミス並びにジャン＝バティスト・セイに拠っていた。
学派のキャンペーンはリチャード・コブデンやジョン・ブライトの時代に勃興期を迎える。自由貿易を支持すると共に、戦争や帝国主義を嫌悪し人間同士の平和的な関係を擁護していたことから、マンチェスター学派は個人及び集団間の自由で共感性に基づく関係を信奉する集団と看做された。特にコブデンは自由貿易の推進が常に最高の倫理的目標、つまり世界平和と人類の友好親善の促進に繋がるものであらねばならないとした。
なお、「マンチェスター学派」という語は1848年3月に保守党のベンジャミン・ディズレーリが初めて使っているが、アメリカの歴史学者ラルフ・ライコやドイツの自由主義者ユリウス・ファウチャーに拠ると、ドイツ社会主義の先駆者フェルディナント・ラッサールが批判目的でこの語を創出したという。